# 박노수 (1933년)
박노수(1933년 2월 ~ 1972년 7월)는 전(前) 영국 케임브리지 대학교 국제법 교수로, 유럽 간첩단 사건에서 사형을 선고받아 사법 살인된 사람이다.

## 생애
광주서중·광주제일고·서울대 법학과를 졸업하고 1955년 일본으로 건너가 도쿄대에서 유학 중 석사 학위 취득 직후 1961년 영국 케임브리지대로 가서 국제법 등으로 전공을 바꿔 석사 학위를 취득해서 1969년 2월 귀국했다.
1969년 4월 29일 비합법적인 절차로 영장 없이 중앙정보부 수사관에 의해 연행되었다. 구속영장이 발부될 때까지 일주일 정도를 불법으로 가둔 상태에서 구타 등 가혹행위를 하고 잠 안 재우기와 김형욱 중앙정보부장이 다른 수사관이 지켜보는 가운데 박노수를 권총으로 위협하는 등 위법적인 수사가 있었으며, 박노수는 이때 "유학 시절 북한 공작원에게 지령과 공작금을 받은 뒤 북한 노동당에 입당하여 독일 등지에서 간첩활동을 하였다"고 진술했다. 이 자백의 위법성을 알았던 서울지방검찰청 검사는 검사 작성 피의자 신문조서만 작성해 국가보안법 및 반공법 위반 등의 혐의로 도쿄대 동창인 김규남 전 민주공화당 국회의원과 함께 서울형사지방법원에 기소했다.
법원은 1970년 이들의 일부 범죄사실에 대해서는 "자백 외에 증거가 없다"며 무죄를 선고했으나, 국가기밀 누설 및 탐지에 의한 간첩 혐의에는 조선노동당 입당 부분을 무죄로 판단하면서도 "평소 공산주의 사상에 공명을 느껴온 주범으로서 사회주의 혁명에 의해 남한에 정치적인 개혁을 이룰 수 있다는 망상에 빠진 나머지 영국에 유학중 북괴 공작원 김모에게 포섭되어 14차례 동백림을 왕래했으며 2차례에 걸쳐 북괴에 다녀오면서 남한의 정보를 북괴에 알리는 등 간첩활동을 해왔다"고 하면서 사형을 선고했다. 1970년 3월 열린 2심에서도 사형을 선고받고 1970년 7월 사형이 확정되어 서울구치소에서 수인번호 39로 수감생활을 하던 중에 7.4 남북 공동선언 등으로 인하여 남북 화해 분위기가 무르익고 있었던 1972년 7월 28일에 사형이 집행됐다.

## 사후
유럽 간첩단 사건 발생 이후 박노수의 누나인 박경자의 큰아들(당시 26세)은 한 동안 귀국하지 못했고 박노수의 아버지는 아들이 중앙정보부에 끌려갔다는 소식을 듣고 사업을 접고 서울로 갔지만 1972년 7월 박노수에 대하여 사형이 집행되자 병석에 누웠다. 박경자는 1979년 10월 26일 박정희 대통령이 암살을 당했을 때 "남은 아이들이 불쌍하다"는 말을 했다. 그러면서 "우리 집안이 돈이 없었던 것도 아니고 환경이 어려웠던 것도 아닌데 동생이 왜 그랬는지 모르겠다"며 "우리는 절대 동생이 그럴 리가 없다고 믿지만 그게 무슨 소용이겠나"고 했다.
2009년 진실·화해를 위한 과거사정리위원회는 중앙정보부의 불법 연행과 강압적인 협박·고문·가혹행위 등 박노수의 자백은 강압 조사에 의한 자백이라는 사실을 국가기관으로서 공식적인 확인을 하였고 유족은 재심을 청구했다. 2015년 12월 서울고등법원은 2013년 10월 유족이 청구한 재심에서 "수사기관에 영장 없이 체포돼 조사를 받으면서 고문과 협박에 의해 임의성 없는 진술을 했다"며 무죄를 선고했다. 2013년 9월 서울중앙지방법원은 박노수의 부인과 자녀 등 유족 16명이 제기한 70억원의 손해배상 청구 소송에서 "국가는 부인 양모씨와 자녀 박모씨에게 각각 8억 3,212여만원과 9억 9,333여만원 등 박노수 전 교수의 유족 등에게 총 23억 4,700여만원을 지급하라"며 원고 일부승소 판결했다. 대법원은 국가보안법 위반 등 혐의로 기소된 박노수에 대해 "피고인들에 대한 재심 대상 공소사실에 관해 범죄의 증명이 없다고 봐 이를 유죄로 인정한 1심 판결을 파기하고 무죄를 선고한 원심은 정당하다"라는 이유로 원심을 확정했다.
서울중앙지법 민사26부(부장판사 박상구)는 2017년 9월 1일 박노수의 아내 등 유족 17명이 국가를 상대로 낸 70억원의 손해배상 청구소송에서 “고인은 불법 수사로 위법하게 수집된 증거에 의해 사형이 선고되고 집행돼 손해배상이 인정된다”는 이유로 원고 일부승소 판결을 하면서 "박 교수의 딸 박모씨와 아내 양모씨에게 각각 9억 9,300여만원과 8억 3,200여만원, 형제자매의 아내와 조카, 소송 수계인들에게는 3,100여만∼5,700여만원 등 국가가 총 23억 4,700여만원을 지급하라"는 선고를 했으며 이에 유족 측 법률대리인 조의정 변호사는 “평생 불행하게 산 유족들이 겪은 아픔에 비해 금액이 적어 아쉬움이 있다”며 “유족들과 상의해 항소 여부를 결정할 것”이라고 말했다. 박 교수의 아내 양씨는 캐나다로 이민을 갔고, 3세 때 아버지를 잃고 가족이 와해된 딸 박씨는 정신적 고통과 생계의 어려움을 겪어온 것으로 알려졌다. 박 교수 조카로 소송에 참여한 박영배씨는 판결 직후 “아버지는 형이 억울하게 숨진 데 대해 늘 가슴 아파하셨다”며 “이번 판결이 가족들에게 위로가 되길 바란다”고 말했다.